# Rezerwat Biosfery Repetek
Rezerwat Biosfery Repetek (turkm. Repetek biosfera goraghanasy), Państwowy Rezerwat Biosfery Repetek (turkm. Repetek Döwlet biosfera goraghanasy), Państwowy Rezerwat Przyrody Repetek – rezerwat przyrody (zapowiednik) o powierzchni 34 600 ha utworzony w 1927 roku, znajdujący się na pustyni Kara-kum we wschodnim Turkmenistanie, w wilajecie lebapskim, ok. 70 km na południowy zachód od miasta Türkmenabat.
Od 1979 roku rezerwat Repetek jest rezerwatem biosfery UNESCO MAB. W 2023 roku został wpisany na listę światowego dziedzictwa UNESCO jako jeden z obiektów w ramach wpisu seryjnego o nazwie Pustynie turańskie z mroźnymi zimami. Część obszaru rezerwatu od 2006 roku stanowi ostoję ptaków IBA.

## Historia

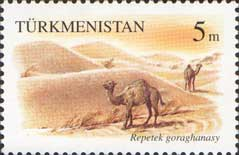
Znaczek pocztowy z 1994 roku przedstawiający Rezerwat Repetek

Początki rezerwatu sięgają 1912 roku, kiedy z inicjatywy Cesarskiego Rosyjskiego Towarzystwa Geograficznego we wschodniej części pustyni Kara-kum utworzono Repetecką Stację Piaszczysto-Pustynną. Na jej bazie w październiku 1927 roku celem badań i ochrony pustynnej flory, fauny oraz elementów krajobrazu ustanowiono Państwowy Rezerwat Przyrody (zapowiednik) Repetek będący jednym z najstarszych obszarów ochrony ścisłej w całej Azji Środkowej. W 1952 roku uchwałą Rady Ministrów Turkmeńskiej SRR zatwierdzono granice rezerwatu, które pozostają niezmienione aż do czasów obecnych.
19 lutego 1979 roku rezerwat Repetek został ustanowiony rezerwatem biosfery UNESCO. Od marca 2009 roku figuruje na turkmeńskiej liście informacyjnej – liście obiektów rozważanych do zgłoszenia na listę światowego dziedzictwa UNESCO. W 2023 roku Rezerwat Biosfery Repetek został wpisany na tę listę wraz z trzynastoma innymi obiektami z Turkmenistanu, Kazachstanu i Uzbekistanu jako jeden z komponentów wpisu seryjnego o nazwie Pustynie turańskie z mroźnymi zimami. Część obszaru rezerwatu (73 247 ha) od 2006 roku stanowi również ostoję ptaków IBA organizacji BirdLife International, a w 2014 roku wokół rezerwatu wytyczono strefę buforową o powierzchni 47 324 ha.

## Charakterystyka
Teren rezerwatu charakteryzuje się typowym pustynnym krajobrazem, z piaszczystymi wydmami sierpowatymi (barchanami) o wysokości 15–20 m, które ciągną się na długość 8–10 km. Zbocza wschodnie wydm są bardziej łagodne, zachodnie zaś – bardziej strome, przechodzące w zagłębienia międzywydmowe o szerokości kilkuset metrów. W zachodniej części rezerwatu zagłębienia te stopniowo przechodzą w mniejsze, pagórkowate wydmy. Teren rezerwatu przecina droga oraz linia Kolei Transkaspijskiej ze stacją kolejową Repetek zatrudniająca 60% miejscowej ludności. Teren zamieszkuje 350–360 mieszkańców, którzy poza pracą na kolei zajmują się również hodowlą bydła, handlem oraz pracą na stacji badawczej.
Rezerwat Biosfery Repetek charakteryzuje się klimatem podzwrotnikowym kontynentalnym, wybitnie suchym, typowym dla Azji Środkowej. Średnia roczna suma opadów wynosi 134 mm, z czego 86% przypada na miesiące zimowe i wiosenne. Średnia roczna temperatura powietrza wynosi +16,3 °C. W porze suchej trwającej od maja do września dobowe temperatury wahają się między +29 °C a +33 °C. Rekordowo niską temperaturę (–31 °C) odnotowano 26 stycznia 1969, natomiast 29 lipca 1983 roku temperatura wyniosła +50,1 °C.

### Flora i fauna

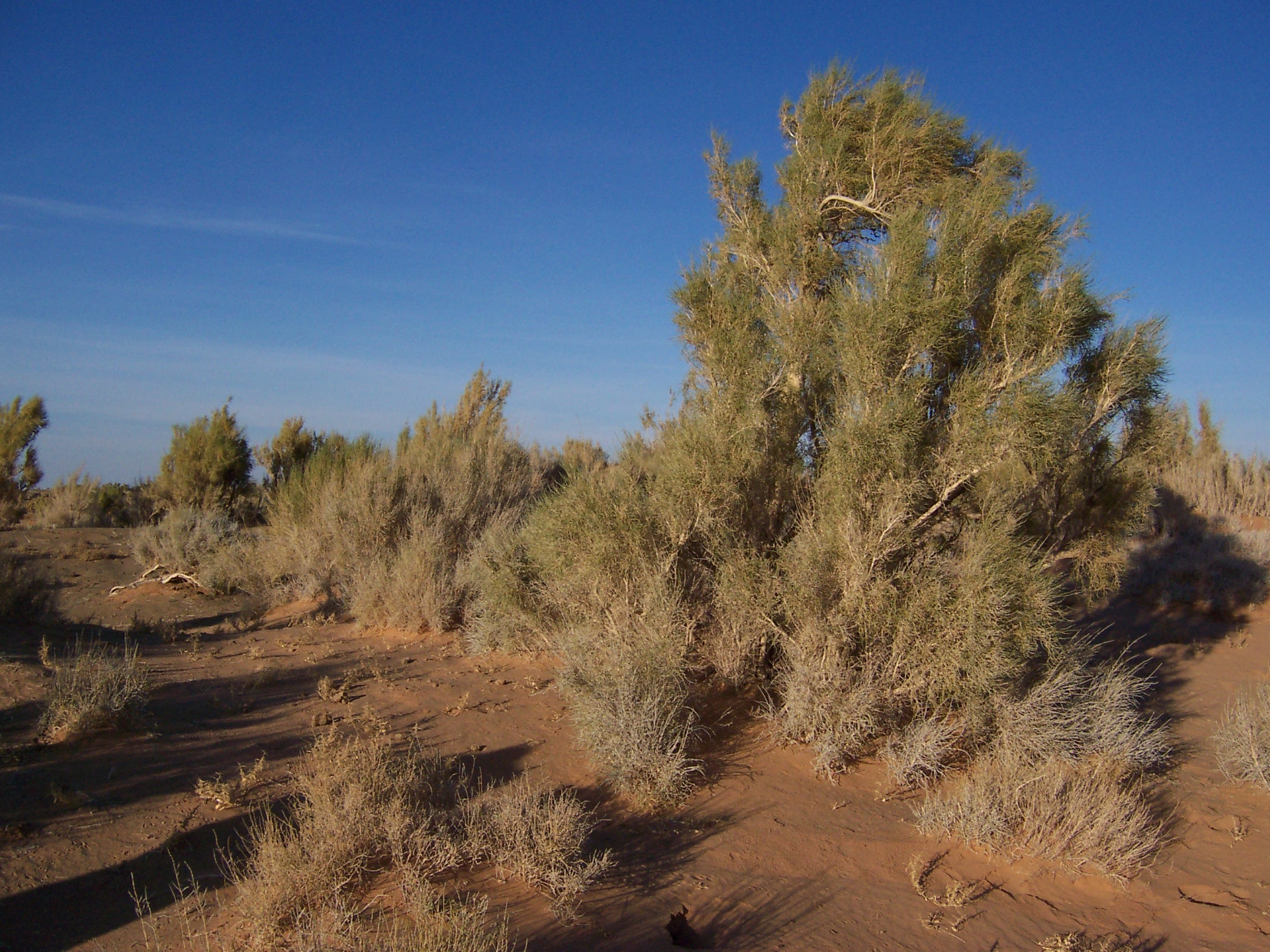
Zarośla saksaułowe na pustyni Gobi w Mongolii (2006)

Flora Rezerwatu Biosfery Repetek obejmuje 134 gatunki, w tym 21 gatunków roślin drzewiastych, z których do najważniejszych należą saksauł bezlistny (saksauł czarny; Haloxylon ammodendron) i saksauł biały (Haloxylon persicum), które wraz z roślinami z rodzaju Salsola oraz Ephedra tworzą zarośla porastające w 2016 roku powierzchnię 14 532 ha, głównie w zagłębieniach pomiędzy barchanami. Same wydmy porastają głównie Calligonum arborescens, Calligonum caput-medusae i Stipagrostis karelinii; występuje tu również rzadki Ammodendron conollyi.
Rezerwat Biosfery Repetek zamieszkuje ponad 1100 gatunków bezkręgowców, 22 gatunki gadów (w tym waran szary (Varanus griseus) figurujący w turkmeńskiej Czerwonej Księdze) oraz 29 gatunków ssaków (w tym jeżozwierz, ryś i karakal). Na terenie rezerwatu występuje populacja narażonej na wyginięcie gazeli czarnoogonowej (Gazella subgutturosa). Awifaunę reprezentuje 201 gatunków ptaków, w tym zagrożone gatunki ptaków migrujących – pelikan kędzierzawy (Pelecanus crispus), bielik wschodni (Haliaeetus leucoryphus), sęp kasztanowaty (Aegypius monachus), błotniak stepowy (Circus macrourus), orzeł cesarski (Aquila heliaca), derkacz (Crex crex), hubara arabska (Chlamydotis undulata macqueenii) i kraska (Coracias garrulus) oraz lęgowych – pustułeczka (Falco naumanni) i raróg (Falco cherrug). Gatunkami z Czerwonej Księgi Turkmenistanu były według stanu z 1999 roku orzeł przedni (Aquila chrysaetus), puchacz (Bubo bubo), wróbel pustynny (Passer simplex), gadożer (Circaetus gallicus), pelikan różowy (Pelecanus onocrotalus), warzęcha (Platalea leucorodia) i myszołów zwyczajny (Buteo buteo).